# Xian de Qianshan
Pour les articles homonymes, voir Qianshan.
Le xian de Qianshan (潜山县 ; pinyin : Qiánshān Xiàn) est un district administratif de la province de l'Anhui en Chine. Il est placé sous la juridiction de la ville-préfecture d'Anqing.

## Démographie
La population du district était de 562 920 habitants en 1999.